# Biserica Sfântul Atanasie Athonitul din Domașnea
Biserica „Sfântul Atanasie Athonitul” din Domașnea este un monument istoric construit între anii 1807-1817.

## Istoric și trăsături
O clădire foarte solidă, la zidirea căreia comandamentul militar grăniceresc a dat concurs nelimitat, a adus chiar un arhitect de la Viena. Nu mai puțin însă au contribuit credincioșii, dintre care unii și-au vândut pământurile, numai ca biserica să poată fi terminată. Biserica a fost zugrăvită în anul 1823 de Dimitrie Popovici iar pictura a fost făcuta de pictorul Dimitrie Turcu din Oravița în anul 1834.
Biserica a fost sființită de către episcopul Vârșețului, Maxim Manuilovici, la 5 iulie 1833 stabilindu-se cu această ocazie și hramul Bisericii, sfântul Atanasie Athonitul. Se împrejmuiește avlia și în anul 1881 se acoperă cu aramă turla bisericii și se fixează în turlă un ceas cu patru cadrane. Se instalează de asemenea cele două clopote mari. Sculptura, tablourile de la iconostas și tronul arhieresc s-au făcut în anul 1864. După reactivarea Episcopiei Caransebeșului biserica a fost cercetată de întâiul episcop, Ioan Popasu.
În anul 1932 profesorul Nicolae Iorga a caracteritat biserica drept monument istoric național. La 27 aprilie 1899, sub conducerea preotului George Pepa, Consiliul parohial achiziționează un teren pe care în anul 1906 se începe construcția casei parohiale din Domașnea. Lucrările sunt continuate de către Preotul Simion Răzvan până în anul 1908 când construcția este terminată. La 9 mai 1940, printr-o adresă a primăriei comunei, semnată de primarul satului, Ioan Horescu, și de notarul Sigmund Fronhoffer, consiliul parohial este rugat să cedeze clădirea școlii din localitate, fapt împlinit. Astfel, Școala Elementară din Domașnea funcționează, fără întrerupere, în interiorul casei parohiale în perioada 1940-1972. Începând cu anul 1972 în casa parohială se instalează Primăria comunei, poșta, telefoanele și diverse alte instituții sau firme.
Clădirea casei parohiale, confiscată în anul 1949, a fost retrocedată Bisericii Ortodoxe Române prin sentința Curții de Apel din Timișoara nr. 945 din 15 februarie 2001.
Cimitirul satului, care adăpostește osemintele a mii de strămoși, primește în dar în anul 1947 de la părintele Simion Răzvan, Capela. În toamna anului 1966, un grup de credincioși format din: Nistor Iuga, Petru Pepa, Nicolae Galescu, Gheorghe Matica, Pârvu Sitariu, Ștefan Juberean, Petru Pușchiță și Ion Pepa, sub conducerea lui Dimitrie Roman, realizează îngrădirea cimitirului cu sârmă zincată pe o lungime de 400 metri liniari, instalată pe un soclu de beton de 1,30 m înălțime. Se rezonează cimitirul, iar locurile de veci (pentru 6 coșciuge) sunt împărțite sătenilor prin plata unei sume ce varia între 500 si 1000 de lei sau prin prestația unor zile de muncă (cei cu 30 de zile de muncă sau mai mult primeau locul de veci fară plată). S-a lucrat în total 401 zile. Costul lucrărilor s-a ridicat la suma de 84.254 lei, sumă obținută din contribuția sătenilor (35.300 lei) și din concesionarea locurilor de veci (64 de locuri contra sumei de 47.708 lei). Aici trebuie amintit concursul primarului comunei, Iosif Cristescu, care a ajutat proiectul sub toate raporturile, inclusiv cu materiale rezultate din demolări, etc. În același timp s-a construit casa mortuară și s-a ridicat un monument - o cruce din oțel de 6 metri înălțime - pe locul unde a fost primul cimitir al satului între anii 1695-1717.
Prima restaurare a picturii Bisericii s-a executat între anii 1983-1985 de către profesorul Gheorghe Costurin din București, preoți fiind Gheorghe Rădulescu și Dorin Aiușeriu. Costul restaurării a fost de 312.270 lei. Numeroși credincioși au contribuit cu diverse sume de bani la această restaurare.
În anul 1987 se împrejmuiește Biserica, gardul rspectiv costând la acea vreme 68.000 lei, iar în anul 1990, în semn de prețuire a eroilor Revoluției Române, se construiește Crucea din Dealul Domașnei. Toate aceste sume au fost donate de credincioșii Bisericii din Domașnea.
Un aspect inedit îl constituie faptul că biserica parohiei Domașnea are ca ocrotitor pe sfântul Atanasie de la Athos, fiind singura parohie din Eparhia de Caransebeș cu acest hram. Documentele menționează că acest hram a fost atribuit de către episcopul sârb Maxim Manuilovici, care a binecuvântat biserica în data de 5 iulie 1833, în ziua prăznuirii sfântului athonit.

## Imagini

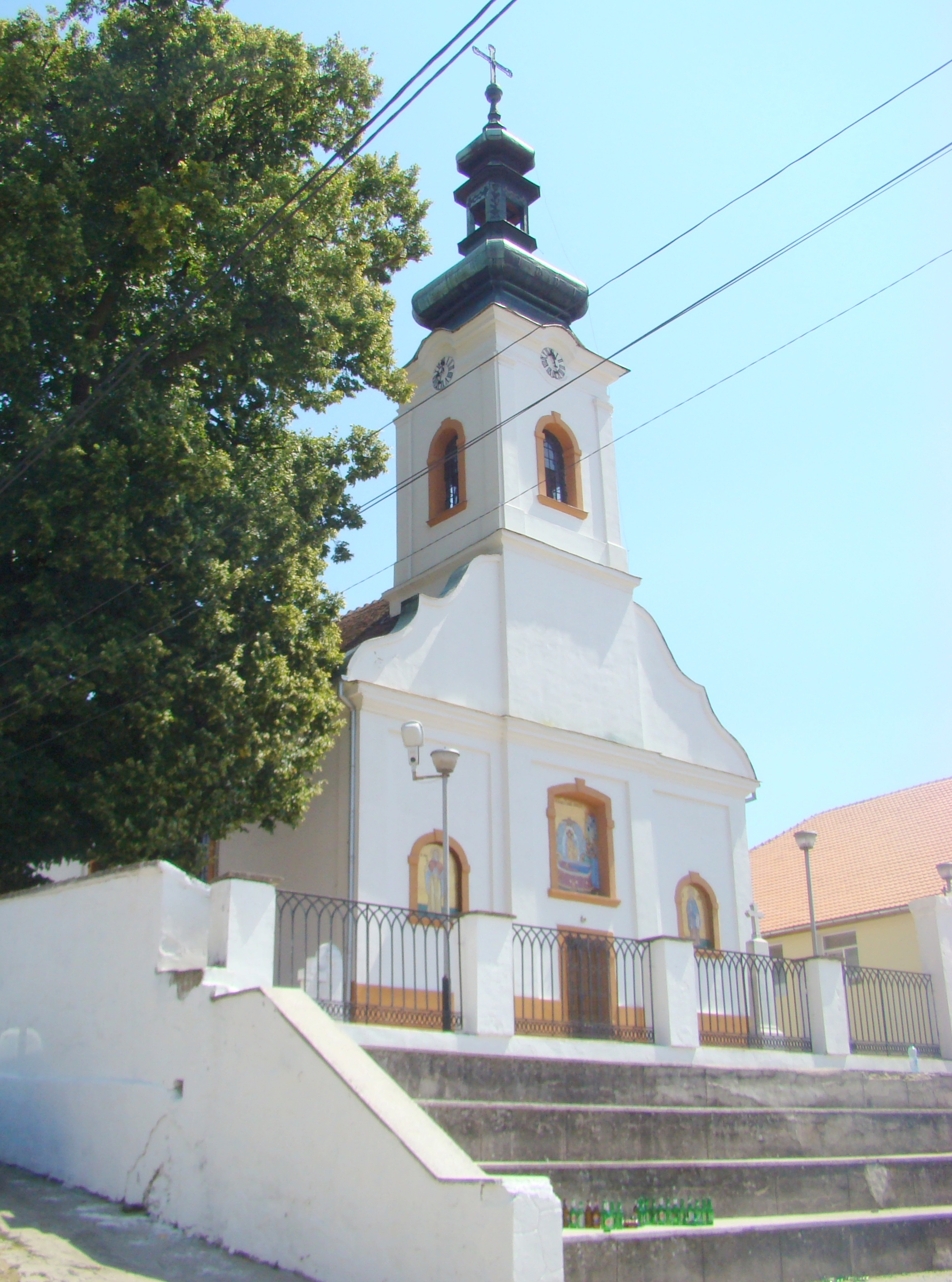
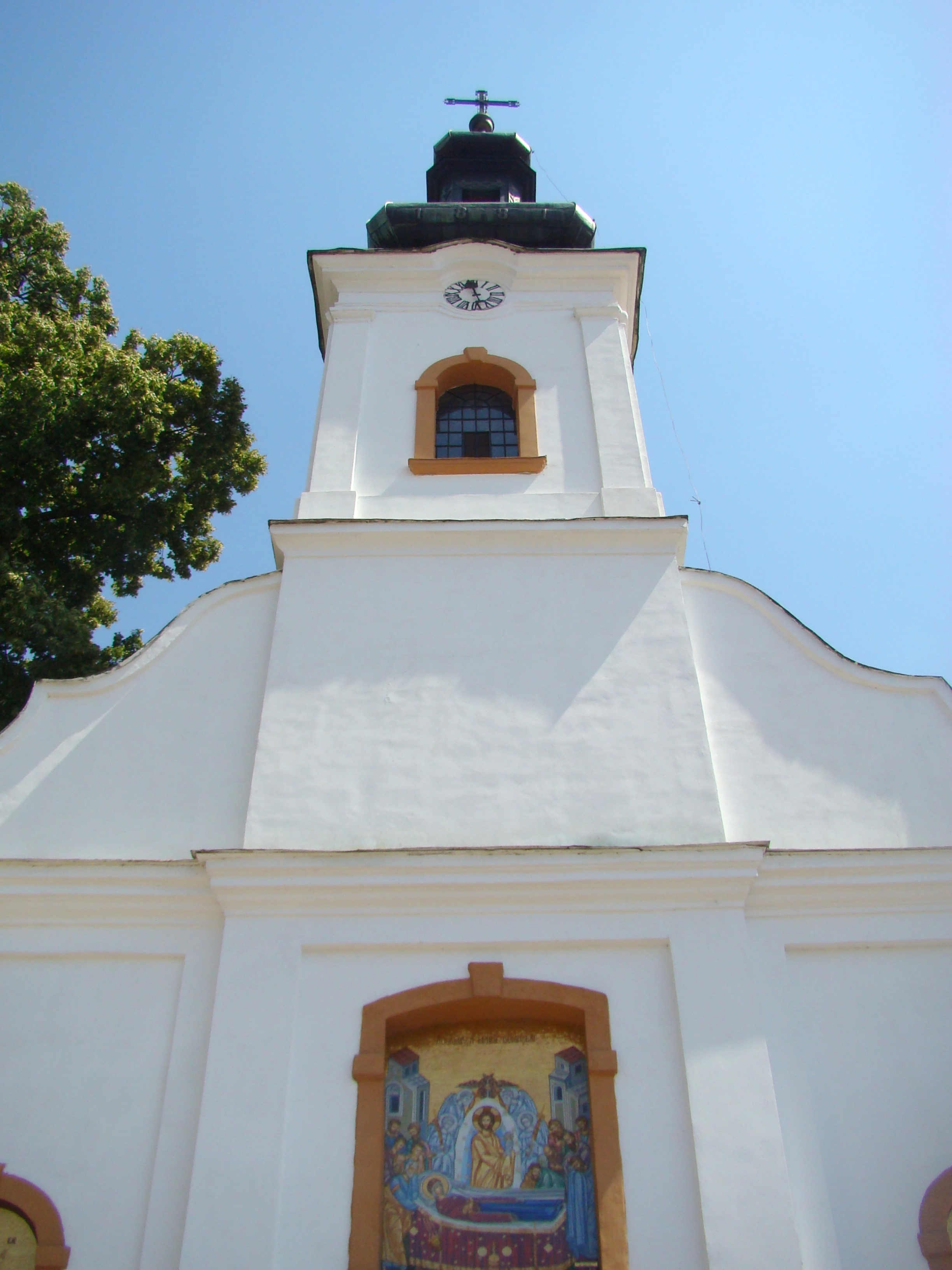
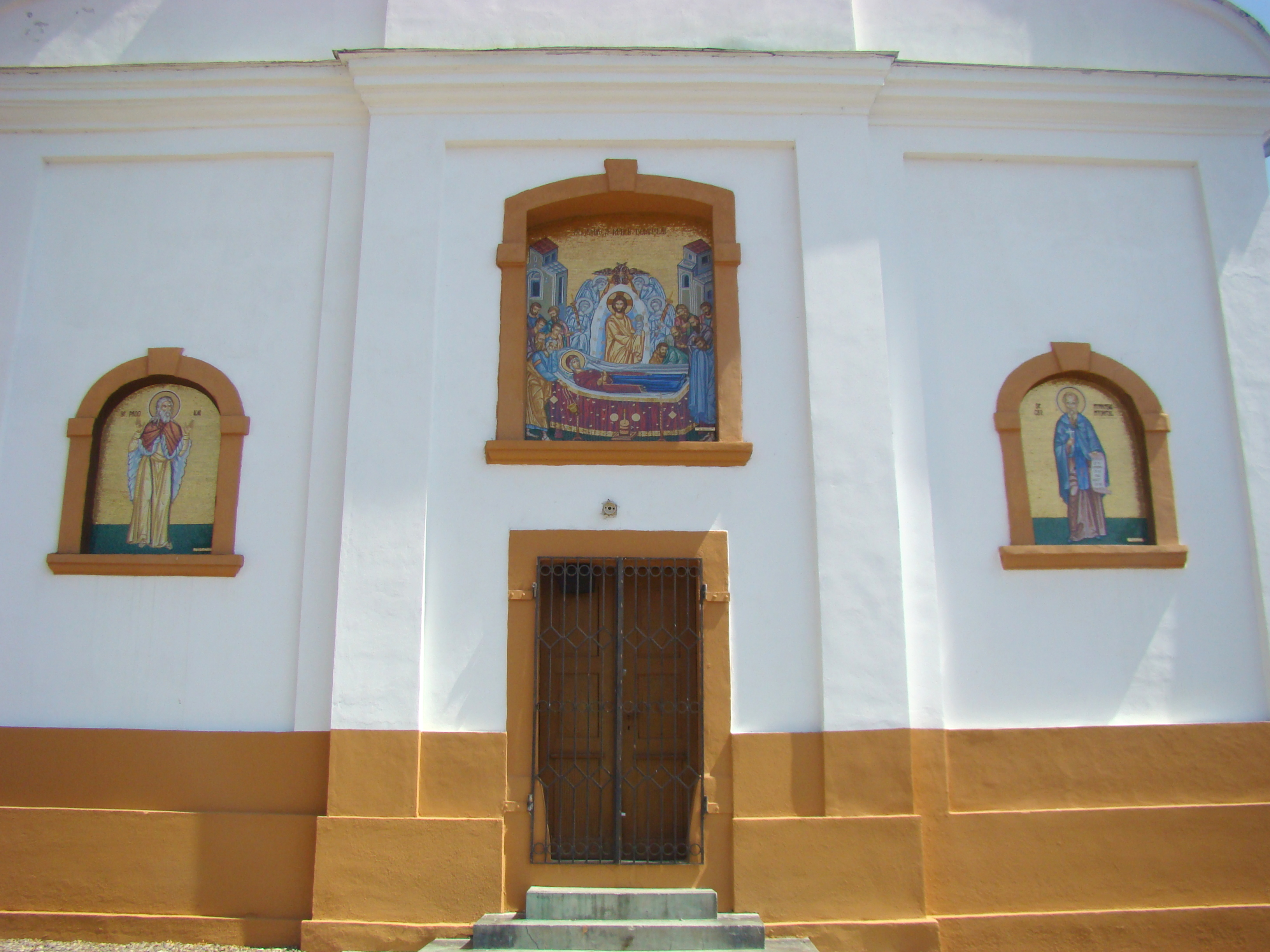
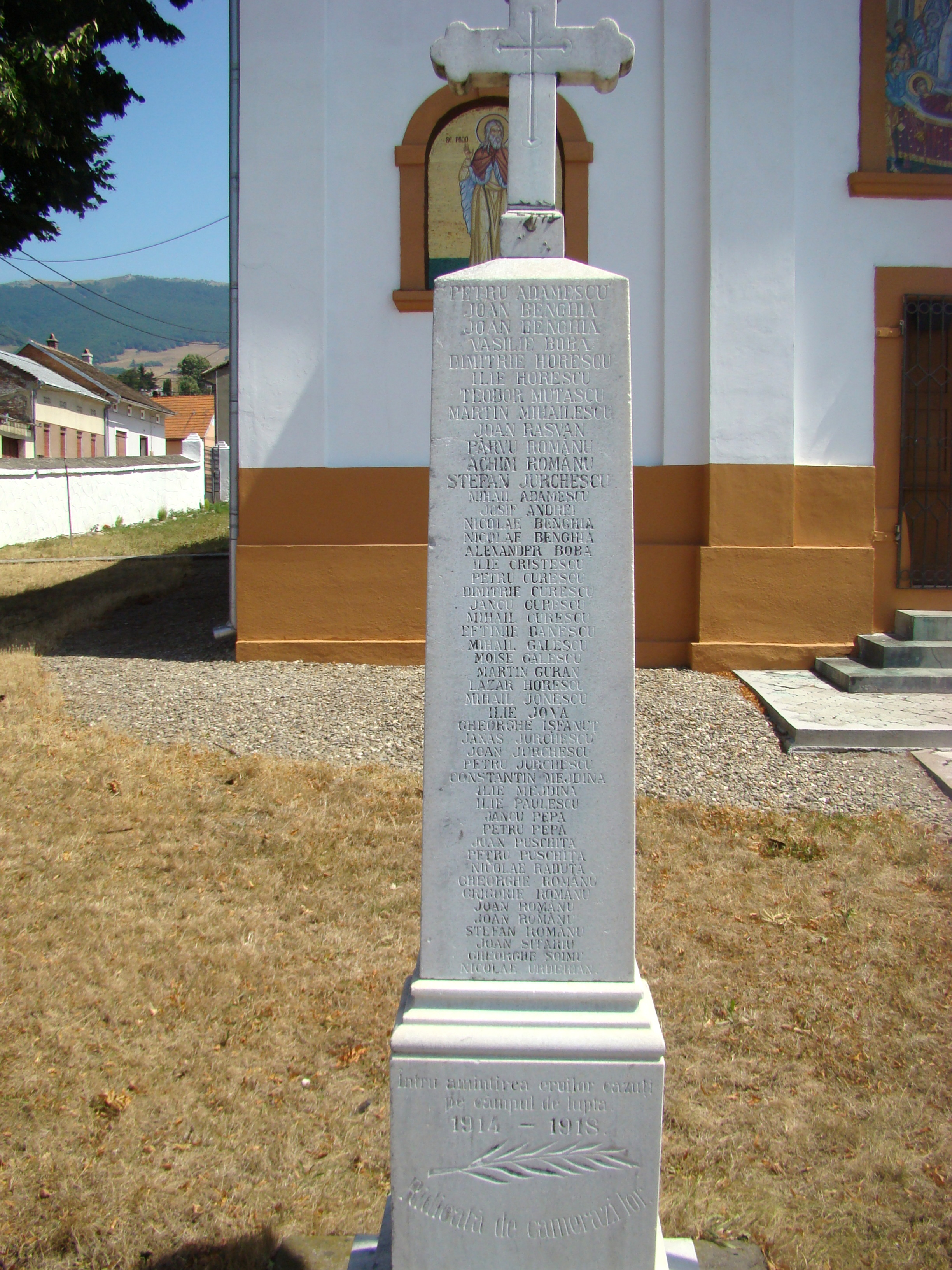
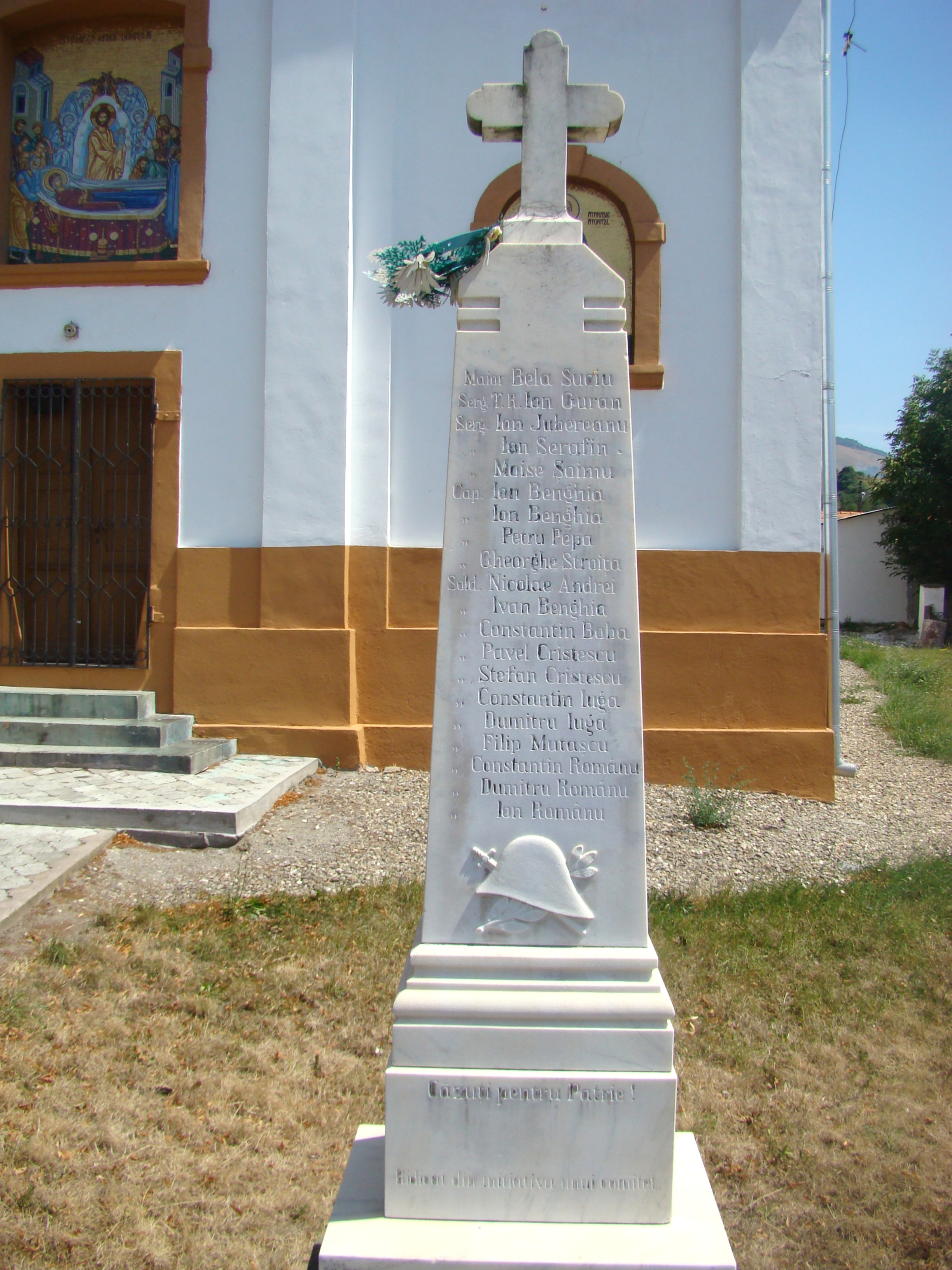
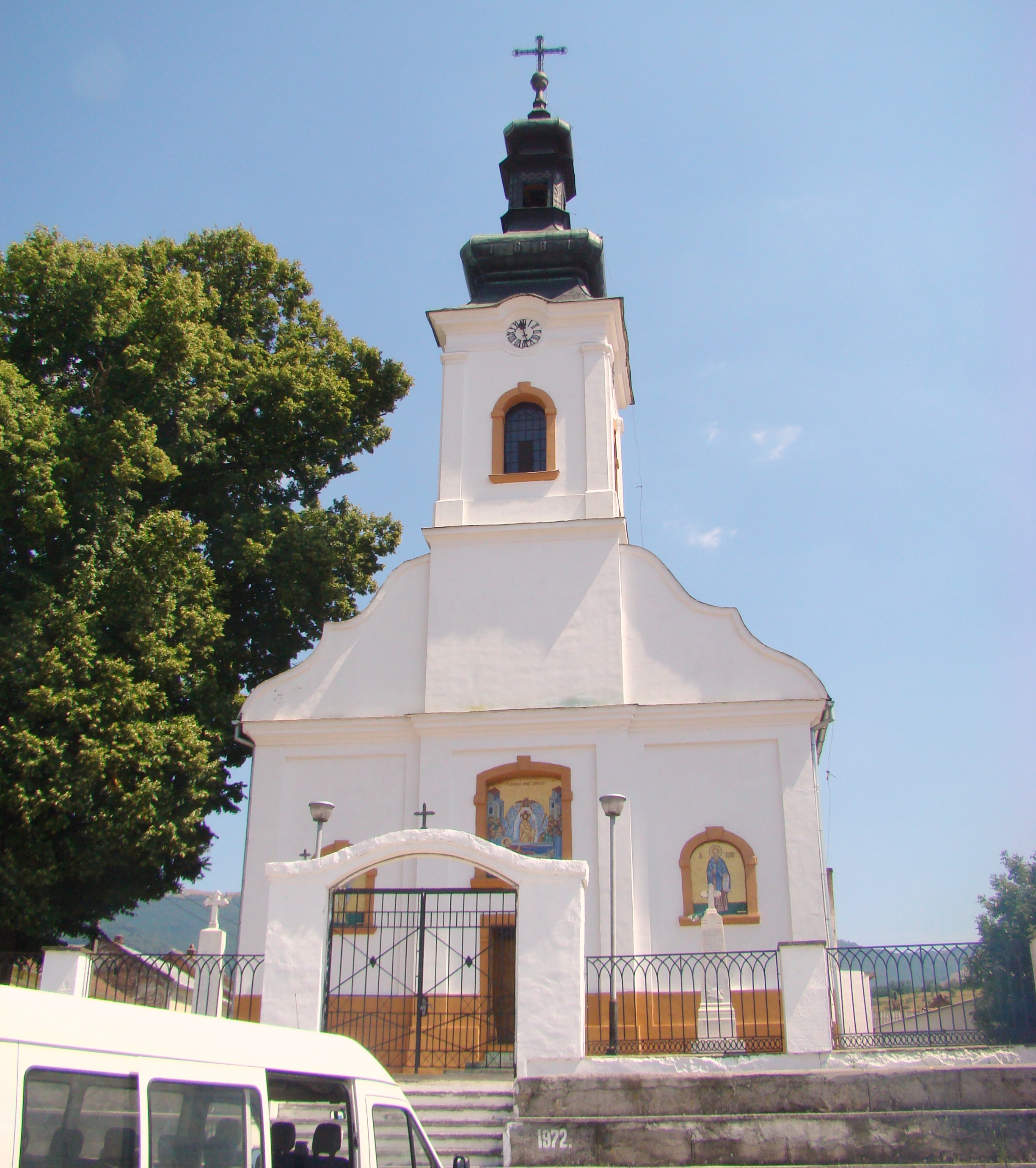
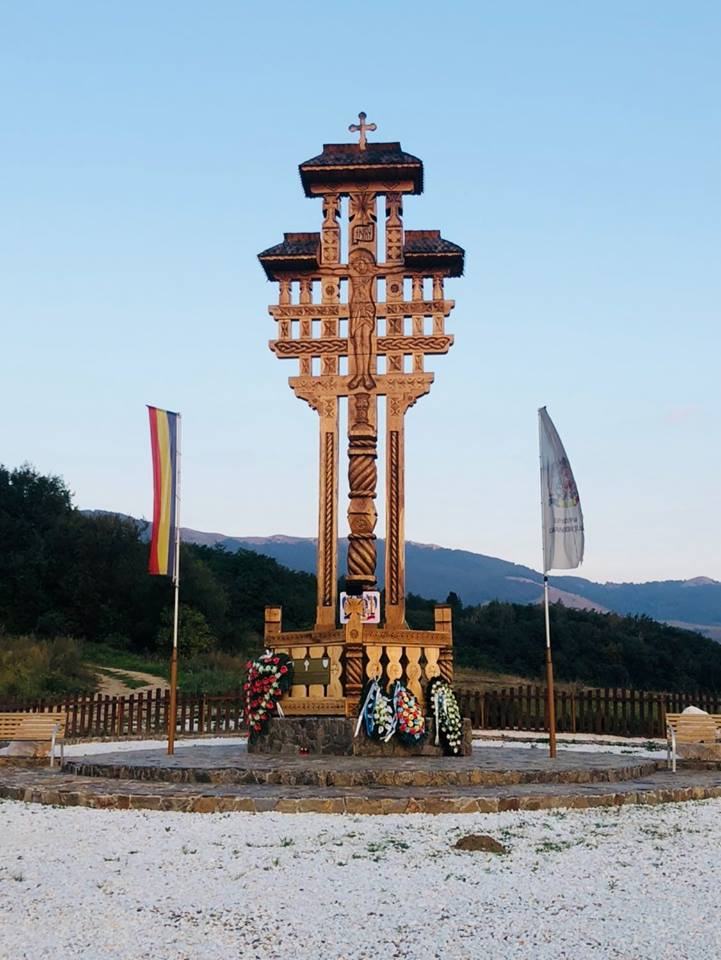